# Agence spatiale africaine
L'Agence spatiale africaine (ASAf ; en anglais African Space Agency, AfSA) est une organisation régionale créée par l'Union africaine (UA) pour promouvoir la coopération entre les politiques spatiales des États membres de l'UA. L'UA a adopté une stratégie spatiale en 2016 et a convenu du statut sous-jacent à l'ASAf en 2018. En 2019, l'Égypte a été déclarée hôte et l'organisation a été créée en janvier 2023 par un accord entre l'Égypte et l'UA. Le siège de l'Agence spatiale africaine sera hébergé au Nouveau Caire, aux côtés de l'Agence spatiale égyptienne (en) (EgSA).

## Histoire
De nombreuses initiatives spatiales indépendantes ont vu le jour parmi et entre divers pays de l'Union africaine. L'Organisation régionale africaine de communication par satellite (RASCOM) a été une initiative régionale précoce:168 lancée en 1992 avec 45 membres:10 et a obtenu un succès limité:3 en lançant finalement un satellite en 2007 et un autre en 2010. Deux centres régionaux africains pour l'enseignement des sciences et technologies spatiales ont été créés en 1998, l'un anglophone au Nigeria et l'autre francophone au Maroc:144. Un projet conjoint de constellation de satellites de gestion des ressources africaines African Resource Management (ARM) a été proposé vers 2000:143, et fondé en 2003 par l'Algérie, le Kenya, le Nigeria et l'Afrique du Sud:10. Les premiers partenariats formels ont été conclus en 2009. Le Nigeria a ensuite lancé NigSat-2 avec l'intention qu'il soit partie de cette constellation:143. Les premières agences spatiales nationales parmi les États de l'Union africaine ont été la National Space Research and Development Agency (en) du Nigeria, l'Agence spatiale algérienne et l'Agence spatiale nationale sud-africaine. Tous ont fonctionné au début du 21e siècle, parallèlement aux programmes spatiaux d'autres États:142.
Les discussions sur la création d'une agence spatiale panafricaine ont commencé vers cette période:142. La planification a été inspirée par l'Agence spatiale européenne. L'idée d'une telle agence spatiale a été incluse dans le plan stratégique 2009-2012 de l'UA:168. Une déclaration d'août 2010 de la troisième Conférence des ministres de l'Union africaine (UA) chargée des communications et des technologies de l'information a demandé à la Commission de l'Union africaine d'envisager de développer une telle agence parallèlement à une politique spatiale dédiée. L'idée a été soutenue le mois suivant dans une déclaration conjointe avec la Commission européenne:142. Une réunion de 2012 de la même Conférence des ministres de l'UA a réitéré l'appel à une politique spatiale de l'UA:169. Le nom « AfriSpace » a été proposé à ce moment. En 2014, un projet de politique avait été élaboré.
Une politique et une stratégie spatiales africaines ont été adoptées en janvier 2016:9. L'UA a continué à discuter du développement avec l'Agence spatiale européenne. Des responsables ont également rencontré l'Agence de l'Union européenne pour le programme spatial. En 2016, il y avait 20 agences et départements spatiaux civils nationaux:7. Certains ont estimé qu'une agence panafricaine serait prématurée, de meilleurs résultats étant plutôt possibles en se concentrant sur une coopération accrue entre ces agences nationales:145.
Le statut de l'Agence spatiale africaine a été adopté en janvier 2018:9. Les offres pour héberger l'agence sont venues d'Égypte, d'Éthiopie, de Namibie et du Nigeria. Une offre du Ghana est arrivée trop tard et la Namibie a par la suite retiré son offre. Le 32e Sommet de l'Union africaine de février 2019 a vu une résolution adoptée pour créer un siège pour l'agence qui serait basé en Égypte. Il était prévu que les opérations commenceraient en 2022:3–4. L'Égypte a soutenu sa candidature en promettant 10 millions de dollars à l'ASAf:4–5. À la suite de cette décision, le programme a été retardé, à la suite d'inquiétudes concernant la disponibilité du budget et les avantages immédiats pour les autres pays,.
Un accord final a été signé avec le pays hôte, l'Égypte, le 24 janvier 2023, le pays acceptant de remettre le bâtiment fini à l'institution d'ici la fin de l'année. L'ASAf sera ouverte en trois phases tout au long de 2023.
Au début de 2023, lorsque l'ASAf a été instituée, moins de 50 satellites sont actuellement contrôlés par des États africains ; principalement l'Algérie, l'Angola, l'Égypte, le Kenya, le Maroc, le Nigeria et l'Afrique du Sud.
L'agence est officiellement inaugurée le 20 avril 2025.

## Établissements
Le siège a été construit dans la Cité spatiale égyptienne, aux côtés de l'Agence spatiale égyptienne (en), située près de la capitale Le Caire. Ce site est destiné à accueillir d'autres bâtiments liés à l'espace, y compris les bâtiments de recherche et les usines de fabrication de satellites:7.
Une université panafricaine des sciences et technologies spatiales devrait être créée en Afrique du Sud et soutenir l'ASAf, bien que cette initiative soit au point mort:4,.

## Objectifs
L'agence a été officiellement fondée pour promouvoir la coopération et la coordination politiques et stratégiques au sein des États membres de l'Union africaine. Elle est destinée à jouer un rôle de coordination plutôt que d'être directement impliquée dans la production de satellites et les lancements spatiaux.
La création de l'agence est considérée comme une contribution positive à l'Agenda 2063 (en) de l'UA, la politique et la stratégie spatiales de l'UA étant l'un des 15 programmes clés de l'agenda.